# Parodia muricata
Parodia muricata är en kaktusväxtart som först beskrevs av Christoph Friedrich Otto och Louis Ludwig Karl Georg Pfeiffer, och fick sitt nu gällande namn av Hofacker. Parodia muricata ingår i släktet Parodia och familjen kaktusväxter. Inga underarter finns listade i Catalogue of Life.